# Ian Kabes
Ian Louis Kabes (sinh ngày 14 tháng 5 năm 1986 ở Jayapura) là một cầu thủ bóng đá người Indonesia. Hiện tại anh thi đấu cho Persipura Jayapura ở Indonesia Super League cũng như Đội tuyển bóng đá quốc gia Indonesia.

## Sự nghiệp quốc tế
Năm 2007, anh đại diện U-23 Indonesia, ở Đại hội Thể thao Đông Nam Á 2007.
.
Anh có màn ra mắt quốc tế cho đội tuyển quốc gia Indonesia ngày 9 tháng 11 năm 2007 trước Syria trong thất bại 1–4. Ngày 23 tháng 3 năm 2013, sau 5 năm vắng bóng, anh lại thi đấu cho đội tuyển quốc gia Indonesia trước Ả Rập Xê Út ở Vòng loại Cúp bóng đá châu Á 2015 match.

## Danh hiệu

### Danh hiệu câu lạc bộ
Persipura Jayapura
- Liga Indonesia: 2005
- Indonesia Super League: 2008–09, 2010–11
- Indonesian Community Shield: 2009
- Indonesian Inter Island Cup: 2011